# Астрей
Астрей (грец. Ἀστραῖος) — син титана Крія й Еврібії. За Гесіодом, від Астрея й Еос народилися вітри Зефір, Борей, Нот, зірка Гетер тощо. В Овідія вітри називаються Fratres Astrei — Брати Астрея;
Астрей — однойменна річка у Фракії.